# Pseudanaphothrips achaetus
Pseudanaphothrips achaetus är en insektsart som först beskrevs av Bagnall 1916.  Pseudanaphothrips achaetus ingår i släktet Pseudanaphothrips och familjen smaltripsar. Inga underarter finns listade i Catalogue of Life.